# Benito Quirós
José Benito Quirós Gutiérrez, popularmente conocido como Benito Quirós, El rey del galerón (1919-1967), fue un cantante y compositor de música tradicional venezolana. Se ganó la vida recorriendo con su vehículo todo el país, cantando en radios, festivales y velorios de cruz de mayo. Murió como consecuencia de un accidente automovilístico en 1967.

## Biografía
Benito Quirós nació en el estado Lara en el 19 de marzo de 1919. Existe información contradictoria sobre si nació en la población de Quíbor, o en la capital del estado, Barquisimeto. Aunque hay familiares que aseguran que nació en la población de Santa Rosa,cuna de la divina pastora .
Ya se presentaba en el emblemático Teatro Juares y allí es conocido por algunos músicos mexicanos quienes le invitan a cantar en ese país durante cuatro meses. Luego de ello, vuelve a Venezuela para visitar la región oriental del país, allá se radica de forma definitiva en Carúpano, estado Sucre.
Su vida musical transcurre viajando por todo el país, pero con más campo de trabajo en el oriente, se movilizaba con su carro presentándose de muchas veces de forma gratuita en las radios y en los diversos festivales patronales, velorios de cruz de mayo entre otros eventos artísticos. Fue pionero en esta forma de ganarse la vida, nunca tuvo un mánager, siempre se representaba solo, no tuvo fortuna al punto que su entierro fue financiado por su compadre, el artista y compositor Pedro Rafael Bellorín y el pueblo de Monagas.

### Fallecimiento
El 17 de mayo de 1967 muere en el Hospital «Manuel Núñez Tovar» de Maturín, luego del accidente ocurrido en la vía La Pica, frente a la Laguna Vuelta Larga, cuando iba a colocar una denuncia contra la pesca ilegal que ocurría en la laguna. Su vehículo se volteó al chocar contra unos escombros en la zona, sufriendo múltiples fracturas que le impidieron sobrevivir.

## Discografía
Benito Quirós compuso más de cien temas musicales, aunque se consiguen pocos temas grabados.
Algunos de sus temas más famosos incluyen:
- Diosa Neoespartana.
- A la Virgen del Valle.
- La Mujer y el Radio.
- El Mártir del Gólgota.
- Mentirosa.
- La Inspiración del Chófer.
- La Prosperidad.
- Paseo a Macuto.
- El Gallo Zambo.
- La Fiesta de los Animales.
- Patrona de Margarita.
- Milagro de una Sonrisa.
- La Batelera.
- Doña Riñón.
- El Gavilán Pico Rosado.
- A la Mujer Llanera.

## Legado
Fue bautizado como El Rey del Galerón, porque no improvisaba, sino que vocalizaba los galerones, como El Gallo Zambo, del escritor Miguel Otero Silva y que en su voz recia, le daba un toque magistral.
En 2008 el realizador John Petrizzelli presentó un documental sobre la vida y obra de Quirós.